# Eriochloa
Eriochloa is een geslacht uit de grassenfamilie (Poaceae). De 20-30 soorten van dit geslacht komen voor in warme gematigde en tropische gebieden over de hele wereld.

## Soorten (selectie)
- Eriochloa acuminata
- Eriochloa aristata
- Eriochloa australiensis
- Eriochloa contracta
- Eriochloa crebra
- Eriochloa fatmensis
- Eriochloa lemmonii
- Eriochloa michauxii
- Eriochloa polystachya
- Eriochloa procera (Retz.) C.E.Hubbard
- Eriochloa pseudoacrotricha
- Eriochloa punctata
- Eriochloa sericea
- Eriochloa villosa